# Jyderup (plaats)
Jyderup is een plaats in de Deense regio Seeland, gemeente Holbæk, en telt 3961 inwoners (2008).
Jyderup was tot 2007 de hoofdplaats van de voormalige gemeente Tornved.